# Kastanienbankett

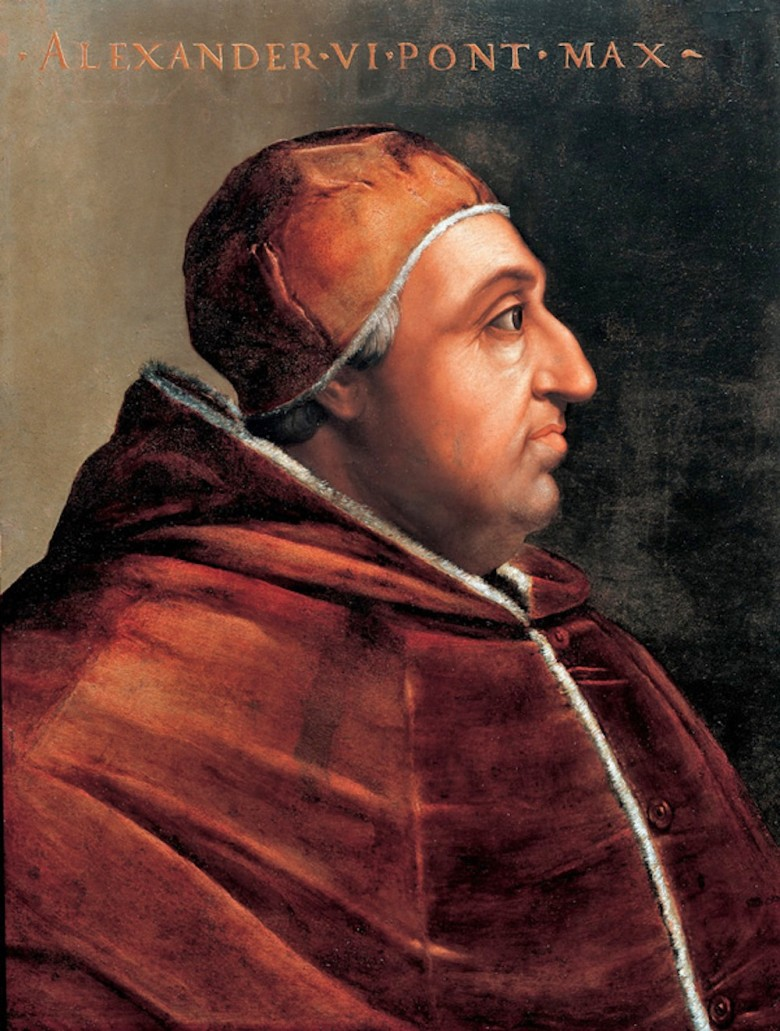
Papst Alexander VI., nach einem Gemälde von Cristoforo dell’Altissimo (Uffizien, Florenz)

Das Kastanienbankett (auch: Kastanienball, Kastanienballett oder Kastanien-Orgie) war ein angeblich mit einer Sexorgie verbundenes Bankett, das Cesare Borgia am 31. Oktober 1501 im Apostolischen Palast in Rom veranstaltet haben soll, und zwar in Anwesenheit seiner Schwester Lucrezia und seines Vaters, des Papstes Alexander VI. Hauptquelle für das Ereignis ist der Liber notarum, das Zeremonientagebuch des Johannes Burckard, aus dem es die meistbeachtete Passage ist. Heutige Historiker bezweifeln, dass sich das Bankett in der von Burckard geschilderten Form abgespielt hat.

## Quellen

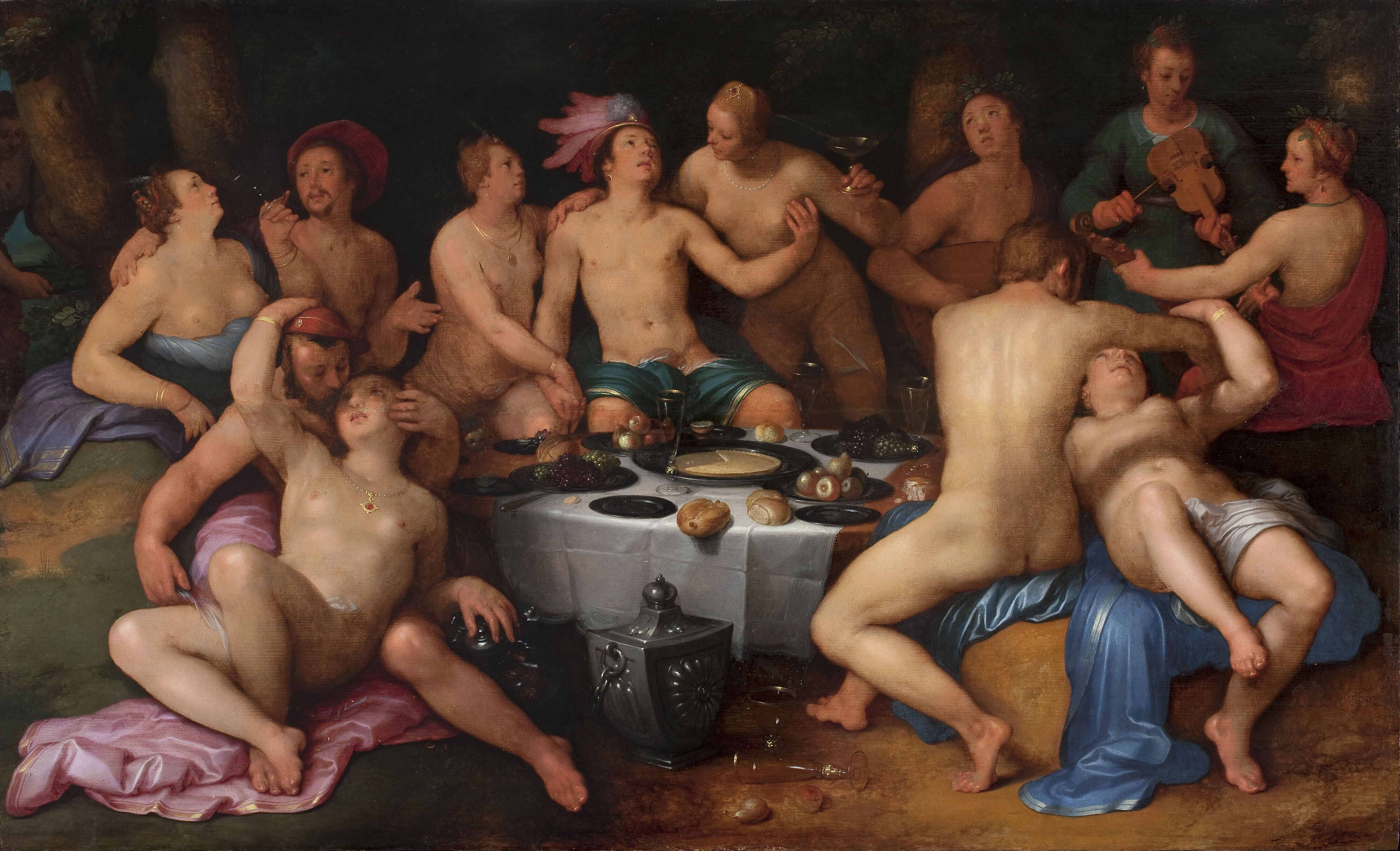
Cornelis van Haarlem: Vor der Sintflut (1615). So stellte sich ein Maler des 17. Jahrhunderts ein Bankett mit gleichzeitiger Orgie vor.

## Rezeption und Kontroverse um die Historizität
Kirchenkritische Autoren verwendeten das Kastanienbankett als Beispiel für die Sittenlosigkeit der katholischen Kirche. So zitiert Otto von Corvin Burckards Bericht in seinem Pfaffenspiegel, einer bekannten antiklerikalen Schrift des 19. Jahrhunderts. Karlheinz Deschner erwähnt das Kastanienbankett oder auch „Hurenturnier“ in seiner Kriminalgeschichte des Christentums, hält auch die Zahl von 50 Kurtisanen angesichts von 50.000 Prostituierten, die es damals in Rom gegeben haben solle, nicht für zu hoch gegriffen, lässt aber die Frage der tatsächlichen Historizität offen („Sind sie [die Turniere] nur Propagandalegenden? […] Wie auch immer.“).
Für die Glaubwürdigkeit des Kastanienbanketts in der von Burckard geschilderten Form sprach sich Burckard-Übersetzer Ludwig Geiger im Hinblick auf die Parallelüberlieferungen aus. Enrico Celani, der Herausgeber von Burckards Liber notarum in der lateinischen Originalfassung, möchte den Bericht ebenfalls nicht bezweifeln und verweist auf Burckards gut informierte Berichterstattung ohne Polemik und Missgunst.
Der katholische Kirchenhistoriker Peter de Roo entwickelte in seinem fünfbändigen Werk zur Verteidigung Papst Alexanders VI. die Theorie, dass es ein Fest in den Privatgemächern Cesare Borgias im Vatikan gegeben haben könne; dann sei ein übertriebenes Gerücht davon in der Chronik des Francesco Matarazzo aufgezeichnet worden und erst danach sei der Bericht nachträglich von fremder Hand in Burckards Tagebüchern eingetragen worden. Solche Theorien einer Interpolation (vor de Roo auch schon 1893 von A. Pieper vertreten) sind deshalb möglich, weil von Burckards Tagebüchern größtenteils kein Original mehr existiert – von einem Bruchstück abgesehen, das vom August 1503 bis zum Mai 1506 reicht. Es lässt sich also nicht mehr überprüfen, ob das Kastanienbankett bereits in Burckards Autograph zum Jahr 1501 enthalten war. Gegen die Annahme einer Interpolation wendet sich jedoch Ludwig Geiger: Die Episode vom Kastanienbankett finde sich bereits in den ältesten Abschriften von Burckards Tagebüchern. Auch Reinhardt und Neumahr betrachten die Passage als höchstwahrscheinlich nicht interpoliert.
Dennoch bewertet Volker Reinhardt Burckards Bericht über das Kastanienbankett kritisch: Der Leser Burckards habe sich durch umständliche Schilderungen kirchlicher Feste hindurchgearbeitet, um daraufhin übergangslos auf diesen „Gruppensex im Vatikan“ und auf ein zum „Allerhurenfest“ umfunktioniertes Allerheiligenfest zu stoßen; das erkläre die schockierende und surreale Wirkung der Szene auf die Leser. Es sehe aber Alexander VI., der auf die Fürsprache der Heiligen viel gegeben habe, gar nicht ähnlich, ihr Fest rituell zu beflecken. Außerdem sei Cesare Borgias Markenzeichen nicht die Zurschaustellung, sondern die Heimlichkeit gewesen, hätte doch auch eine öffentlich bezeugte Pietätlosigkeit die Grundlagen der Borgia-Macht erschüttern können. Aber 50 „durch ihr Gewerbe optimal vernetzte Kurtisanen“ wären ebenso wie die siegreichen „Wettkämpfer des anderen Geschlechtes“ kaum zum Schweigen zu bringen gewesen. Auch seien gerade um jene Zeit Leumundsforscher am Werk gewesen, die Lucrezia Borgias Ruf erkunden sollten; da hätte eine wirkliche Orgie nur die Heirat Lucrezias mit Alfonso I. d’Este und damit „ein strategisches Ziel von erheblicher Bedeutung“ gefährdet. Burckard sei bei der geschilderten Orgie offenkundig nicht selbst anwesend gewesen und habe die Geschichte wohl von einer Borgia-feindlichen Nachrichtenquelle übernommen.
Als historischer Kern des Kastanienbanketts bleibt für Ludwig von Pastor ein „skandalöses Tanzfest“, an dem man in Hinblick auf den Bericht des Florentiner Gesandten (Pepi) kaum zweifeln könne. Auch Bradford hält Francesco Pepis Bericht (siehe oben unter Quellen) für glaubwürdig und sogar für harmlos: Kurtisanen könnten bei Cesare Borgias Abendessen durchaus eingeladen gewesen sein, da sie im Rom des 15. und 16. Jahrhunderts „ein wesentlicher Bestandteil jeder lebhaften, zwanglosen Gesellschaft“ waren, wie man auch Benvenuto Cellinis Autobiografie entnehmen könne. Auch Neumahr denkt an ein tatsächliches, anschließend mit gehöriger Fabulierfreude ausgeschmücktes Bankett.
Nach Marion Hermann-Röttgen könnten hinter den Kastanien in Burckards Geschichte in Wirklichkeit Volksbräuche zur Feier der Nussernte stehen, die vielleicht auf dem Fest nachgespielt wurden wie z. B. Nüssekegeln. Weiterhin überlegt Hermann-Röttgen, ob Burckards Darstellung mit dem damaligen Hexen-Glauben zusammenhängen könne: Das Kastanienbankett, so wie Burckard es schildere, entspreche strukturell einem Hexensabbat. Hexenorgien fänden bevorzugt an christlichen Feiertagen statt, um so das Unheilige zu erhöhen. Dies werde bereits im Hexenhammer behauptet, den Burckard vermutlich gekannt habe. Außerdem würden nach Beschreibungen von 1233 (Bulle Gregors IX.) und von 1475 (Bericht des pfälzischen Hofkaplans Matthias von Kemnat) auf solchen Orgien nach dem Essen die Lichter ausgelöscht und dann finde „die abscheulichste Unzucht“ statt. Hermann-Röttgen kommt daher sinngemäß zu dem Fazit, dass in Burckards nüchternen Schilderungen, die ohne Emotion und Interpretation vorgetragen werden, dennoch Realität und abergläubische Topoi miteinander verschmolzen seien.

## Theater, Musik und Fernsehen

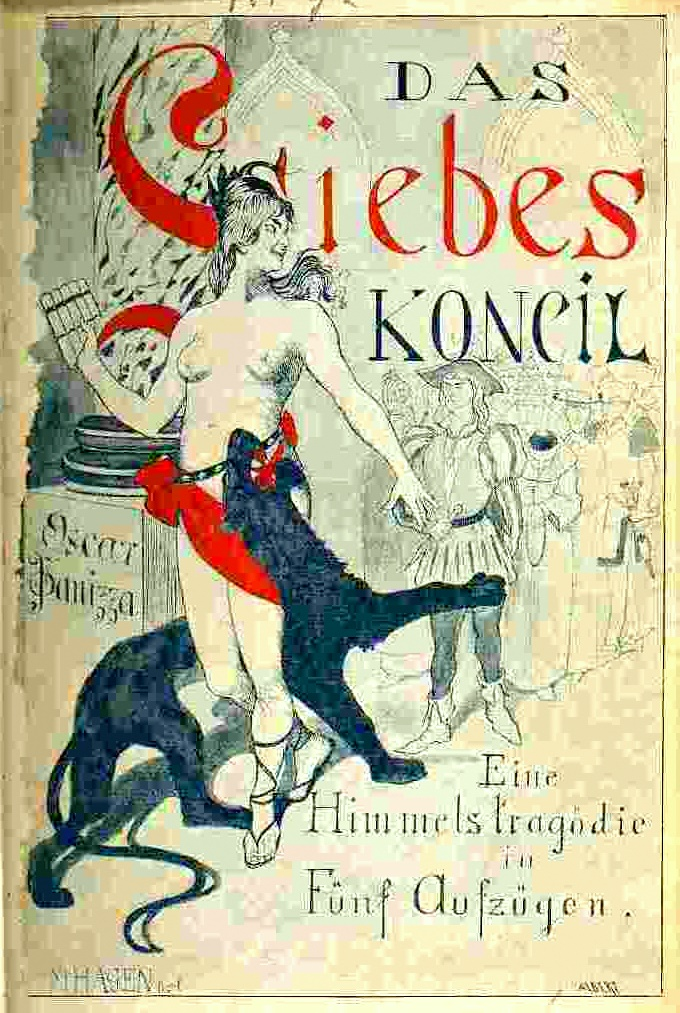
Titelbild der 1897 verlegten dritten Ausgabe des Liebeskonzils,
Künstler: Max Hagen.

Der deutsche Schriftsteller Oskar Panizza verarbeitete in seinem satirischen Drama Das Liebeskonzil (1894), das u. a. die Ausschweifungen Alexanders VI. thematisiert, auch das Kastanienbankett: Im zweiten Aufzug lässt er zwölf Kurtisanen auftreten, die auf ein Zeichen ihre Gewänder abwerfen und sich dann um Kastanien raufen, die in die Mitte des Saales geworfen werden. Darauf werden je nach der Zahl der gesammelten Kastanien an die Mädchen Preise verteilt. Anschließend treten Athleten auf, die miteinander ringen, wobei sich jeder Sieger eine der Kurtisanen aussucht und mit ihr hinter der Bühne verschwindet. Panizza, der für dieses Drama der Gotteslästerung angeklagt und zu einem Jahr Einzelhaft verurteilt wurde, kam in der Druckfassung seiner Verteidigungsrede noch einmal auf diese Szene zurück: Dort zitierte er in einer Fußnote Burckards Eintragung zum Kastanienbankett wörtlich, um darauf hinzuweisen, dass die Szene in seinem Theaterstück viel weniger schlimm sei, und zwar aus Rücksicht auf die Aufführbarkeit, aber nicht auf das Empfinden der Katholiken.
Unter dem Namen Der Kastanienball – The Fall of Lucrezia Borgia brachte der Musikproduzent Stefan F. Winter 2004 eine von Jazzmusik begleitete „improvisierte Cabaret-Oper“ am Münchner Prinzregententheater zur Aufführung. Zugrundegelegt wurden u. a. Texte von Machiavelli, Luther und Goethe. Dieser „surrealistische Hörfilm“ mit Musik u. a. von Harold Arlen und Jean-Louis Costes wurde auch auf CD eingespielt.
2007 gründete sich eine italienische Band namens Il Ballo delle Castagne („Der Kastanienball“), deren Musikstil Hard Rock, New Wave, Progressive und Gothic miteinander verbindet.
In der US-amerikanischen historisch-fiktionalen Fernsehserie Die Borgias heißt eine Folge (Staffel 3, Episode 4) Der Kastanienball (im Original: The Banquet of Chestnuts; Erstausstrahlung am 5. Mai 2013). Anders als nach allen historischen Zeugnissen anzunehmen, wird das Kastanienbankett dort von Giulia Farnese arrangiert und als Falle dargestellt, um Mitglieder des Kardinalskollegiums erpressbar zu machen.